# Wein-Plus
wein.plus ist eine digitale Plattform zum Thema Wein. Die GmbH wurde im Jahr 1998 von Utz Graafmann gegründet und beschäftigt rund 20 feste Mitarbeiter mit Sitz der Zentrale in Erlangen.

## Inhalte
wein.plus bietet Weinkritiken zu über 130.000 Weinen, ein Weinlexikon und ein Online-Magazin. Das Lexikon von wein.plus beinhaltet Erklärungen zu über 25.000 Weinbegriffen. Im Branchenkatalog finden sich eine Vielzahl von Unternehmen, die sich dem Wein widmen.
Einige Teile des Webauftritts sind zahlenden Mitgliedern vorbehalten.

## Verbreitung
Die Inhalte werden auf der Domain wein.plus.eu in deutscher und englischer Sprache veröffentlicht (Stand Juli 2020). Das deutschsprachige Angebot besteht aus mehr als 500.000 Seiten, das englischsprachige Angebot ist weniger umfassend.
Nach Angaben des Betreibers haben sich bisher über 200.000 Mitglieder auf der Internetplattform registriert. Die meisten davon nutzen die deutschen Seiten und kommen aus dem deutschsprachigen Raum.
wein.plus existiert nur als Internetangebot, es werden keine gedruckten Weinkritiken herausgegeben.

## Weinkritiken
Für die Weinkritiken von wein.plus werden durch ein fest angestelltes Verkosterteam um Weinkritiker Marcus Hofschuster regelmäßig Weine getestet, beschrieben und bewertet. Die Weinproben erfolgen blind (also ohne Kenntnis des Produzenten) und immer im neutralen Verkostungsraum von wein.plus, also nicht auf Messen oder beim Erzeuger selbst. Negative Bewertungen sind teilweise Gegenstand von Auseinandersetzungen. Die Firma ALDI forderte wein.plus mindestens in einem Fall auf, eine unvorteilhafte Bewertung eines von ALDI verkauften Weins zu entfernen.

## Autoren
Für die Weinkritiken ist Marcus Hofschuster verantwortlich, das Lexikon mit über 25.000 Stichwörtern stammt von Norbert Franz-Josef Tischelmayer. Im Weinmagazin erscheinen Beiträge von zahlreichen renommierten Autoren wie beispielsweise Stuart Pigott, Wolfgang Faßbender, Uwe Kauss, Andreas Essl, Eva Dülligen oder Carsten Stammen.

## Veröffentlichungen
- Norbert Tischelmayer: Tischelmayer’s Wein-Glossar – 2777 Begriffe rund um den Wein - NP Buchverlag, Wien, ISBN 3-853261779.